# Teoría de la descompresión
La teoría de la descompresión es el estudio de la transferencia de los gases inertes que componen el gas que respiran los seres vivos, los cuales son transferidos de los pulmones a los tejidos y viceversa ante cambios en la presión ambiente. En el caso del buceo recreativo, o el trabajo subacuático, la presión ambiental será mayor que la presión en la superficie, pero los astronautas, alpinistas y viajeros en aeronaves que no se presurizan a la presión del nivel del mar, están generalmente expuestos a presiones de ambiente inferior a la presión atmosférica o a la del nivel del mar estándar. En todos los casos, los síntomas causados por la descompresión se producen durante o dentro de un período relativamente corto de horas, en ocasiones tarda días, después de una reducción significativa de presión. El término "descompresión" deriva de la reducción de la presión ambiental experimentada por el organismo y se refiere tanto a la reducción de la presión y el proceso de permitir que los gases inertes sean disueltos o eliminados de los tejidos durante y después de la reducción de la presión. La absorción de gas por medio de los tejidos se define como un estado disuelto y la eliminación también requiere que el gas se disuelva, sin embargo, una reducción suficiente de la presión ambiental puede causar la formación de burbujas en los tejidos, lo cual puede conducir a daños en los tejidos y a síntomas que se conocen como enfermedad por descompresión, y también retrasa la eliminación del gas.
La teoría de la descompresión trata de explicar y predecir el mecanismo de eliminación de gases y la formación de burbujas en el organismo durante y después de los cambios en la presión ambiental, los modelos matemáticos intentan predecir los síntomas aceptablemente bajo riesgos y procedimientos factibles para deducir la descompresión en el campo, mismos modelos que actualmente se utilizan.

## Introducción
El gas se respira a presión ambiente, y parte de este gas se disuelve en la sangre y otros fluidos. El gas inerte se sigue tomado hasta que el gas disuelto en los tejidos entra en un estado de equilibrio con el gas en los pulmones, la presión ambiente se reduce hasta que los gases inertes disueltos en los tejidos están en una concentración mayor que el estado de equilibrio, y se empieza a expandir de nuevo.
La absorción de gases en los líquidos depende de la solubilidad del gas específico en un líquido específico, la concentración del gas medido habitualmente por la presión parcial, y la temperatura. La variable principal en el estudio de la teoría de la descompresión es la presión.
Una vez disuelto, la distribución del gas puede ser por difusión, donde no hay flujo en mayor parte del disolvente, o por perfusión, en el que el disolvente (de la sangre) circula alrededor del cuerpo del buceador, el gas se difunde a regiones locales donde hay concentración más baja. Dado un tiempo suficiente a una presión parcial específica en el gas de respiración, la concentración en los tejidos se estabilizará o satura a una velocidad que dependerá de la solubilidad, velocidad de difusión y la perfusión.
Si la concentración de gases inertes en la respiración se introduce por debajo de cualquiera de los tejidos, el gas tiende a volver, a partir de los tejidos. Esto se conoce como desgasificación, y se produce durante la descompresión, cuando hay reducción de la presión ambiente o un cambio de gas respiratorio, se reduce la presión parcial de gases inertes en los pulmones.
Las concentraciones combinadas de los gases en cualquier tejido, dependerá del registro de la composición y la presión de gas. En condiciones de equilibrio, la concentración total de los gases disueltos será menor que la presión ambiente, el oxígeno se metaboliza en los tejidos y el dióxido de carbono producido es mucho más soluble. Sin embargo, durante una reducción de la presión ambiente, la presión puede exceder la velocidad a la que el gas se puede eliminar por difusión y perfusión, si la concentración es demasiado alta puede llegar a una etapa en la que la formación de burbujas puede ocurrir y sobresaturar los tejidos. Cuando en una burbuja la presión de gas excede la presión externa en conjunto a la presión ambiente y la tensión superficial de la burbuja, la interfaz de líquido hace que las burbujas crezcan, y este crecimiento puede causar daños a los tejidos. Los síntomas causados por este daño se conocen como síndrome de la descompresión.
La tasa real de difusión, perfusión y la solubilidad de los gases en los tejidos específicos no se conocen en general y varía considerablemente. Sin embargo modelos matemáticos proponen su aproximación en un grado mayor o menor y estos modelos se utilizan para predecir la probabilidad de formación de burbujas producidas en una exposición de alta presión.
Dos conceptos bastante diferentes se han utilizado para el modelado de descompresión. El primer concepto supone que el gas disuelto se elimina, y en la fase disuelta las burbujas no se forman durante la descompresión asintomática. La segunda, que es apoyada por la observación experimental, supone que se forman burbujas durante la mayor parte de las descompresiones asintomáticas, y que la eliminación de gas debe tener en cuenta tanto las fases de burbujas disueltas como los modelos de descompresión que tienden a usar la teoría de la fase disuelta y a ajustarse mediante factores arbitrarios para reducir el riesgo de formación de burbujas sintomáticas. Los modelos de fase disuelta tienen de dos grupos principales: modelos de compartimentos paralelos, donde varios compartimentos con diferentes tasas de absorción de gas (media hora) se consideran independientes el uno del otro y la condición limitante es controlada por el compartimiento que se crea en un perfil de exposición específica. Estos compartimentos representan tejidos conceptuales y no están destinados a representar tejidos orgánicos específicos, solamente representan la gama de posibilidades para los tejidos orgánicos. El segundo grupo utiliza compartimentos en serie, donde se asume un gas a difundirse a través de un compartimento antes de que llegue el siguiente.
Una variación reciente sobre el modelo de compartimentos en serie es el modelo Goldman de compartimentos interconectados por sus siglas en inglés ICM.
Los modelos más recientes intentan denotar la dinámica de burbujas, también los modelos simplificados para facilitar el cálculo de tablas y más tarde para permitir predicciones en tiempo real durante una inmersión. Los modelos utilizados para aproximar la dinámica de burbujas son variados y van desde aquellos que son menos complejos que los modelos de fase disuelta, a los que requieren un mayor tipo de cálculo.
Ninguno de los modelos de descompresión se ha demostrado como una representación exacta de los procesos fisiológicos, aunque se han propuesto interpretaciones de los modelos matemáticos que corresponden con diversas hipótesis. Todos ellos son aproximaciones que predicen la realidad a una mayor o menor medida y son viables dentro de los límites de la calibración con los datos experimentales recogidos.

## Física y fisiología de la descompresión
La descompresión implica una compleja interacción en la solubilidad del gas, presión parcial y gradientes en la concentración, la difusión sirve como transporte a granel en la mecánica de burbujas en los tejidos vivos.

### Solubilidad
La solubilidad es la propiedad de un gas, líquido o sustancia sólida (el soluto) que tendrá lugar en la dispersión homogénea en forma de moléculas o iones en un medio líquido o sólido (el disolvente).
Teóricamente la descompresión de la solubilidad de los gases en líquidos es primordial,
y la solubilidad de gases en líquidos está influenciada por tres factores principales:
- La nomenclatura del líquido, disolvente y el soluto.[13]
- Temperatura (los gases son menos solubles en agua pero pueden ser más solubles en disolventes orgánicos a temperaturas más altas.)[14][15]
- Presión (la solubilidad de un gas en un líquido es proporcional a la presión parcial del gas en el líquido —la ley de Henry—)[16]
- La presencia de otros solutos en el disolvente también puede influir en la solubilidad.[17]

| Gas                | Peso Molecular | Solubilidad en agua | Solubilidad del lípido | Radio de solubilidad entre agua y lípido |
| ------------------ | -------------- | ------------------- | ---------------------- | ---------------------------------------- |
| Hidrógeno          | 2              | 0.016               | 0.048                  | 3.1                                      |
| Helio              | 4              | 0.0085              | 0.015                  | 1.7                                      |
| Neón               | 20             | 0.0097              | 0.019                  | 2.07                                     |
| Nitrógeno          | 28             | 0.013               | 0.067                  | 5.2                                      |
| Oxígeno            | 32             | 0.024               | 0.12                   | 5.0                                      |
| Dióxido de carbono | 44             | 0.56                | 0.876                  | 1.6                                      |

### Difusión
La difusión es el movimiento de las moléculas o iones en un medio cuando no hay flujo de masa en el mismo y puede ocurrir en gases, líquidos o sólidos, o cualquier combinación.
La difusión es impulsada por la energía cinética de las moléculas, es más rápido en los gases y más lento en los sólidos cuando se compara con los líquidos debido a la variación en la distancia entre colisiones, la difusión es más rápido cuando la temperatura es más alta y cuando la energía entre las moléculas es mayor. La difusión también es más rápida en moléculas más pequeñas y ligeras, en las cuales el helio es el ejemplo extremo. La difusividad del helio es 2,65 veces más rápido que el nitrógeno.

#### Gradiente de presión parcial
También conocido como gradiente de concentración, se puede utilizar como un modelo para el mecanismo de accionamiento de la difusión.
El gradiente de presión parcial es la variación de la presión (o la concentración) del soluto (gas disuelto) en un punto a otro en el disolvente. Las moléculas de soluto chocan al azar con las otras moléculas presentes y con el tiempo tienden a extenderse hasta la distribución uniforme estadísticamente. Esto tiene el efecto de que las moléculas se difunden desde las regiones de mayor concentración (presión parcial) a las regiones de menor concentración, y la velocidad de difusión es proporcional a la velocidad de cambio de la concentración.
Los tejidos en los que un gas inerte es más soluble, presentan un contenido de gas disuelto mayor que los tejidos en el que el gas es menos soluble.

### Absorción de gas inerte (Ingassing)

El gas inerte se refiere a un gas que no es metabólicamente activo, el nitrógeno atmosférico (N2) es el ejemplo más común y el helio (He) es otro gas inerte utilizado comúnmente en mezclas de respiración para los buceadores.
El nitrógeno atmosférico tiene una presión de aproximadamente 0,78 bar a nivel del mar. El aire en los alvéolos de los pulmones se diluye por el vapor del agua saturada (H2O) y dióxido de carbono (CO2), un producto metabólico que se desprende de la sangre y contiene menos oxígeno (O2) que el aire atmosférico, parte de ella es absorbida por la sangre para su utilización metabólica. La presión parcial del nitrógeno resultante es de aproximadamente 0,758 bar.
A presión atmosférica los tejidos del cuerpo se saturan con nitrógeno a 0.758 bar (569 mmHg).
Por el aumento de la presión ambiental debido a la profundidad o la presurización del hábitat, los pulmones del buceador se llenan de gas de respiración en el aumento de la presión, y las presiones parciales de los gases constituyentes se incrementará proporcionalmente.
Por ejemplo:
A 10 metros de agua de mar (RSU) la presión parcial de nitrógeno en el aire será de 1,58 bar.
Los gases inertes del tanque de buceo en los pulmones se difunden en la sangre en los capilares alveolares ("avanzar por el gradiente de presión") y se distribuyen por todo el cuerpo por la circulación sistémica en el proceso conocido como la perfusión.

#### Perfusión
La perfusión es el flujo de masa de sangre a través de los tejidos, los materiales disueltos son transportados en la sangre mucho más rápido de lo que serían distribuidos solamente por difusión (orden de minutos en comparación con horas).
El gas disuelto en la sangre alveolar se transporta a los tejidos del cuerpo por parte de la circulación de la sangre. No se difunde a través de las membranas de las células y tejidos, donde se puede llegar a alcanzar el equilibrio. Cuanto mayor es el suministro de sangre a un tejido, más rápido se alcanzará el equilibrio con gas a la nueva presión parcial.

#### Saturación y sobresaturación
Si el suministro de gas a un disolvente es ilimitado, el gas se difunda en el disolvente hasta que se alcance el equilibrio y la cantidad de difusión de vuelta es igual a la cantidad de difusión. Esto es llamado saturación.
Si se reduce entonces la presión parcial externa del gas (en los pulmones), más gas se difundirá fuera que dentro. Esta es una condición conocida como la sobresaturación, el gas no necesariamente formar burbujas en el disolvente en esta etapa.

##### Problemas Comunes
Si se asume que una absorción exponencial de gas tiene una aproximación de los valores experimentales para la difusión en materiales vivos no homogéneos, el problema de medio tiempo de un tejido es el tiempo que toma para que el tejido pueda liberar 50 % de la diferencia en capacidad de gas disuelto a una presión parcial. Para cada mitad consecutiva el tejido liberara la mitad otra vez de la diferencia acumulada en la secuencia ½, ¾, 7/8, 15/16, 31/32, 63/64, etc. El número de veces y medio elegido para asumir la plena saturación depende del modelo de descompresión, y por lo general oscila entre 4 (93,75 %) a 6 (98.44 %).
Por ejemplo:
Un tejido será 50 % saturado en 5 minutos, 75 % en 10 minutos, 87,5 % en 15 minutos y, a efectos prácticos, saturado en unos 30 minutos (98,44 % saturado a 6 veces y media).
A veces compartimento un problema de medio tiempo van de 1 minuto a 720 minutos o más en modelos de descompresión actuales.
Un compartimento de tejido específico tendrá diferentes veces y media para los gases con diferentes solubilidades y velocidades de difusión. Este modelo puede no describir adecuadamente la dinámica de la desgasificación si incluye burbujas de fase gaseosa.

#### La desgasificación de los tejidos
El gas permanece en los tejidos hasta que la presión parcial de este gas en los pulmones se reduce lo suficiente para causar un gradiente de concentración con la sangre a una concentración más baja que los tejidos. Una presión parcial baja en los pulmones dará lugar a más gas que se difunde fuera de la sangre en el gas de los pulmones y menos del gas en la sangre.
Una situación similar se produce entre la sangre y cada tejido. A medida que la concentración en la sangre cae por debajo de la concentración en el tejido adyacente, el gas se difundirá fuera del tejido en la sangre, y entonces será transportado a los pulmones, donde se difundirá en el los pulmones y luego será eliminado por la exhalación.
Si la reducción de la presión ambiente es limitada, esta desaturación tendrá lugar en la fase disuelta, pero si la presión ambiente se reduce suficientemente, las burbujas pueden formarse y crecer, tanto en la sangre y otros tejidos desgasificados. Cuando el gas en un tejido es una concentración donde se difunde más afuera que dentro de él, se llama sobresaturación, aunque algunas autoridades definen sobresaturación en este contexto como cuando la presión parcial del gas inerte disuelto en un tejido excede la presión ambiente total del tejido y hay una posibilidad teórica de formación de burbujas.

#### Insaturación inherente
Hay una reducción metabólica de la presión total de gas en los tejidos.
La suma de las presiones parciales de gas que respira el buceador debe equilibrarse necesariamente con la suma de las presiones parciales de los gases del pulmón. En los alvéolos el gas ha sido humidificado por una presión parcial de aproximadamente 63 mbar (47 mmHg) y ha ganado sobre 55 mbar (41 mmHg) de dióxido de carbono en la sangre venosa. El oxígeno también se ha difundido en la sangre arterial, la reducción de la presión parcial de oxígeno en los alvéolos es alrededor de 67 mbar (50 mmHg). A medida que la presión total en los alvéolos se equilibrar con la presión ambiente, la dilución da como resultado una presión parcial efectiva de nitrógeno de alrededor de 758 mb (569 mmHg) en el aire a presión atmosférica normal.
En un estado de equilibrio cuando los tejidos se han saturado por los gases inertes de la mezcla del tanque, algunos procesos metabólicos reducen la presión parcial del oxígeno menos soluble y lo reemplazan con dióxido de carbono, que es considerablemente más soluble en agua. En las células de un tejido típico, la presión parcial de oxígeno se reducirá a alrededor de 13 mbar (10 mmHg) mientras que la presión parcial de dióxido de carbono será de aproximadamente 65 mbar (49 mmHg). La suma de estas presiones parciales (agua, oxígeno, dióxido de carbono y nitrógeno) viene a aproximadamente 900 mbar (675 mmHg), que es normalmente 113 mbar (85 mmHg) menor que la presión total del gas respirado. Se trata de un déficit de saturación significativa y que proporciona un amortiguador frente a la sobresaturación y una fuerza motriz para la disolución de las burbujas.
Los experimentos sugieren que el grado de insaturación aumenta linealmente con la presión para una mezcla de respiración de composición fija, y disminuye linealmente con la fracción de gas inerte en la mezcla de respiración. Como consecuencia, las condiciones para maximizar el grado de insaturación resultan en un gas de respiración con la fracción más baja posible de gas inerte, en otras palabras, oxígeno puro a la presión máxima admisible parcial.
Este déficit de saturación también se conoce como la "ventana de oxígeno" o vacante de presión parcial.

### La formación de burbujas, el crecimiento y la eliminación
La ubicación de micronúcleos o donde las burbujas se forman inicialmente no se conoce. Nucleación heterogénea y tri-nucleación se consideran el mecanismo más probable para la formación de burbujas. La nucleación homogénea requiere diferencias de presión mucho mayores de las que experimenta en la descompresión. La formación espontánea de nanoburbujas en superficies hidrófobas es una posible fuente de micronúcleos, pero todavía no está claro si estos pueden crecer a las dimensiones sintomáticas ya que son muy estables. La incorporación de mecanismos de formación y crecimiento de burbujas en los modelos de descompresión puede hacer que los modelos más biofísico y permitir una mejor extrapolación. Las condiciones de flujo y velocidades de perfusión son parámetros dominantes en la competencia entre los tejidos y la circulación de burbujas, y entre múltiples burbujas para el gas disuelto para el crecimiento de la burbuja.

#### Mecánicas de burbujas
Fuerzas de equilibrio en la superficie son necesarias para que una burbuja exista, las cuales son:
- Presión ambiente, ejercida sobre el exterior de la superficie que actúa hacia dentro.
- Presión debido a la distorsión del tejido, también en el exterior y que actúa hacia el interior.
- La tensión superficial del líquido en la interfaz entre la burbuja y el entorno. Esto es a lo largo de la superficie de la burbuja, de modo que la resultante actúa hacia el centro de la curvatura. Esto tenderá a apretar la burbuja, y es más grave para las pequeñas burbujas ya que es una función inversa del radio.
- Las fuerzas resultantes deben ser equilibrados por la presión en el interior de la burbuja. Esta es la suma de las presiones parciales de los gases en el interior debido a la difusión neta del gas hacia y desde la burbuja.
- El equilibrio de fuerzas en la burbuja puede ser modificado por una capa de moléculas de superficie activa que pueden estabilizar una microburbuja en un tamaño en el que la tensión superficial de una burbuja limpia causaría un colapso rápidamente.[36]
- Esta capa de superficie puede variar en permeabilidad, de modo que si se comprime la burbuja puede llegar a ser impermeable a la difusión con la compresión suficiente.[36]

Si el disolvente fuera de la burbuja está saturado o insaturado, la presión parcial será menor que en la burbuja y la tensión superficial será el aumento de la presión interna en proporción directa a la curvatura de la superficie, proporcionando un gradiente de presión para aumentar la difusión fuera de la burbuja, se conoce como "apretar el gas fuera de la burbuja", y mientras más pequeña la burbuja, más rápido se consigue exprimir. Una burbuja de gas sólo puede crecer a presión constante si el disolvente circundante está sobresaturado lo suficiente para superar la tensión de la superficie o si la capa de la superficie proporciona la reacción suficiente para superar la tensión superficial.
Las burbujas limpias que son lo suficientemente pequeñas colapsarán debido a la tensión superficial si la sobresaturación es baja. Las burbujas con superficies semipermeables o bien se estabilizarán a un radio específico dependiendo de la presión, la composición de la capa superficial, y la sobresaturación, o seguirán creciendo indefinidamente, mientras más grande sea el radio, el caso es más crítico.

#### El crecimiento de la burbuja
Una vez que se forma una micro-burbuja, ésta puede seguir creciendo si los tejidos están todavía sobresaturados. A medida que la burbuja crece puede causar daño a los tejidos y distorsionar las células que las rodean causando presión sobre los nervios que produce dolor o puede bloquear un vaso sanguíneo, reduciendo el flujo de sangre y provocando la hipoxia en los tejidos normalmente perfundidos por el buque. Las burbujas también pueden dañar el endotelio vascular a través de la isquemia y reperfusión, el contacto físico con el endotelio o por deformación física. Este daño puede liberar de la membrana micropartículas endoteliales.
Si existe una burbuja o un objeto que recoge moléculas de gas esta colección de moléculas de gas puede alcanzar un tamaño en que la presión interna supera la tensión superficial combinada con la presión externa y la burbuja crecerá. Si el disolvente es suficientemente sobresaturado la difusión de gas en la burbuja excederá la velocidad a la que se difunde de nuevo en la solución, y si este exceso de presión es mayor que la presión, la tensión superficial de la burbuja seguirá creciendo. Cuando una burbuja crece, disminuye la tensión superficial, y cae a una presión interior, permitiendo que el gas se difunda más rápido, y difundirse será más lento, por lo que la burbuja crece o se reduce en una situación de retroalimentación positiva. La tasa de crecimiento se reduce a medida que la burbuja crece debido a que el área superficial aumenta con el cuadrado del radio, mientras que el volumen aumenta al cubo del radio. Si lat presión externa se reduce debido a la reducción de la presión hidrostática durante el ascenso, la burbuja también crecerá, y por el contrario, un aumento de la presión externa hará que la burbuja rebusca su tamaño pero no puede hacer que se elimine por completo si una capa superficial es resistente a la compresión.
La hipótesis del pedido variable del modelo de permeabilidad establece que los núcleos no crean totalmente y no se eliminados durante el ciclo de presión, se conserva el orden inicial de acuerdo con el tamaño. Por lo tanto cada número de burbujas está determinada por las propiedades y el comportamiento de un núcleo nominal "crítico", que es en el umbral de la formación de la burbuja en todos los núcleos grandes, ya que todos los núcleos pequeños no formaran una burbuja.
Distribución de la burbuja
Las burbujas en descompresión parecen formarse sobre todo en los capilares sistémicos, donde la concentración de gas es más alta y a menudo son las que se alimentan de las venas que drenan los miembros activos. Usualmente no se forman en las arterias, ya que la condición de la reducción en la presión ambiental no es demasiado rápida y porque la sangre arterial ha tenido recientemente la oportunidad de liberar el exceso de gas en los pulmones. Las burbujas que son llevadas de regreso al corazón en las venas pueden ser transferidas a la circulación sistémica a través de un foramen oval permeable en los buceadores con este defecto septal, después de lo cual hay un riesgo de oclusión de los capilares en cualquier parte del cuerpo en que terminen.
También la formación de burbujas es común dentro de otros tejidos, donde pueden causar daños que conduce a los síntomas de la enfermedad de descompresión. Este daño probablemente es causado por la deformación mecánica y tensiones sobre las células en el lugar de la hipoxia local, que es un mecanismo que inicia en caso de embolia de gas en los capilares.

#### Eliminación de burbujas
Las burbujas que se llevan de vuelta al corazón en las venas pasarán normalmente en el lado derecho del corazón, y de ahí que normalmente entrarán en la circulación pulmonar, finalmente, pasar a través de los capilares de los pulmones alrededor de la alvéolos y muy cerca de la de gas respiratorio, en el que el gas se difundirá a partir de las burbujas y no en el capilar y las paredes alveolares de los pulmones. Si el número de capilares pulmonares bloqueados por estas burbujas es relativamente pequeño, el buceador no muestran síntomas, y pueden no dañarse los tejidos (tejidos pulmonares se oxigenan adecuadamente por difusión).
Las burbujas que son lo suficientemente pequeñas para pasar a través de los capilares pulmonares pueden ser lo suficientemente pequeño para ser disueltas debido a una combinación de tensión superficial y a la difusión en una concentración baja de la sangre circundante, aunque la teoría del modelo de nucleación permeabilidad variable implica que la mayoría de las burbujas que pasa a través la circulación pulmonar perderá gas suficiente para pasar a través de los capilares y volver a la circulación sistémica como núcleos reciclados pero estables.
Las burbujas que se forman dentro de los tejidos deben ser eliminados por difusión, lo que implica un gradiente de concentración adecuado.

### Contra difusión isobárica (ICD)
La contra difusión isobárica es la difusión de los gases en direcciones opuestas causadas por un cambio en la composición del gas ambiental externa o gas de respiración sin cambio en la presión ambiente. Durante la descompresión después de una inmersión esto puede ocurrir cuando se hace un cambio en el gas de respiración, o cuando el buzo se mueve en un entorno lleno de gas que se diferencia del gas de respiración.
Aunque no es estrictamente hablando un fenómeno de descompresión, es una complicación que puede ocurrir durante la descompresión, y que puede resultar en la formación o crecimiento de las burbujas sin cambios en la presión ambiental. Dos formas de este fenómeno han sido descritos por Lambertsen:

#### Superficial
ICD superficial se produce cuando el gas inerte insuflado por el buceador se difunde más lentamente en el cuerpo que el gas inerte que rodea el cuerpo.
Un ejemplo de esto sería el aire para respirar en un ambiente con heliox. El helio en el heliox se difunde en la piel rápidamente, mientras que el nitrógeno se difunde más lentamente en capilares de la piel y fuera del cuerpo. El efecto resultante genera sobresaturación en algunos sitios de los tejidos superficiales y la formación de burbujas de gas inerte.

#### De tejido profundo
ICD de tejido profundo ocurre cuando gases inertes diferentes son respirados en secuencia por el buceador. El gas rápidamente es transportado en el tejido, y el gas que se difunde más lento se transporta fuera del tejido.
Esto puede ocurrir cuando los buzos cambian de una mezcla de nitrógeno a una mezcla de helio (difusividad del helio es de 2,65 veces más rápido que el nitrógeno), o cuando los buzos saturan la respiración de hydreliox a una mezcla de heliox.
Hay otro efecto que puede manifestarse como resultado de la disparidad en la solubilidad entre diluyentes inertes, se produce en los conmutadores de gas isobáricas cerca del techo de descompresión entre un gas de baja solubilidad que es típicamente el helio, y un gas de solubilidad más alta, típicamente el nitrógeno.
Hay un modelo de descompresión del oído interno por Doolette y Mitchell, el cual sugiere que un aumento transitorio en la tensión de gas después de un cambio de helio a nitrógeno en el gas de respiración puede ser el resultado de la diferencia en la transferencia de gas entre los compartimientos. Si el transporte de nitrógeno en el compartimento vascular por perfusión supera la eliminación de helio por perfusión, y la transferencia de helio en el compartimento vascular por difusión desde la perilinfa y endolinfa excede la contra-difusión de nitrógeno, puede resultar en un aumento temporal de la tensión total de gas y como la entrada de nitrógeno excede la eliminación de helio, puede resultar en la formación de burbujas en crecimiento. Este modelo sugiere que la difusión de gases desde el oído medio a través de la ventana redonda es insignificante. El modelo no se aplica necesariamente a todos los tipos de tejidos.

#### Preventiva
Lambertsen hizo algunas sugerencias para ayudar a evitar la ICD mientras la gente bucea:
Si el buceador está rodeado por o saturado con nitrógeno, no deben respirar gases ricos en helio.
Los cambios de gas que implican ir a partir de mezclas de helio ricos en nitrógeno serían aceptables, pero los cambios de nitrógeno a helio deben incluir recompresión.
No obstante un estudio más reciente de Doolette y de Mitchell del oído interno deduce una "Enfermedad por Descompresión" (IEDCS), sugiere que el oído interno puede no estar bien modelado por (por ejemplo) Bühlmann algoritmos comunes. Doolette y Mitchell proponen que un interruptor de una mezcla rica en helio a una mezcla rica en nitrógeno, como es común en el buceo técnico cuando se cambia de trímix a Nitrox durante el ascenso, puede provocar una sobresaturación transitoria de gas inerte dentro del oído interno y causar IEDCS. También sugieren que los interruptores de gas respirable rico en helio a las mezclas ricas en nitrógeno deben ser cuidadosamente programadas ya sea profunda (con la debida consideración en narcosis del nitrógeno) o superficial para evitar el período de sobresaturación máxima resultante de la descompresión. Los interruptores también deben hacerse durante la respiración de la mayor presión parcial de oxígeno inspirado que se puede tolerar de manera segura con consideración a causa de la toxicidad del oxígeno.
Una hipótesis similar para explicar la incidencia de IEDCS cuando se cambia de trimix a nitrox fue propuesto por Steve Burton, que considera el efecto de la mayor solubilidad de nitrógeno que el helio en la producción de aumentos transitorios de la presión total de gas inertes, que podría conducir a DCS bajo condiciones isobáricas.
Burton argumenta que el efecto del cambiar a nitrox de trimix con un gran aumento de la fracción de nitrógeno a presión constante tiene el efecto de aumentar la carga total de gas dentro de los tejidos más rápidos, ya que la pérdida de helio es más que compensada por el aumento de nitrógeno. Esto podría causar la formación de burbujas inmediatas y el crecimiento en los tejidos rápidos. Una regla simple para evitar la CIE cuando se sugiere el cambio de gases en una parada de descompresión:
Cualquier aumento en la fracción de gas de nitrógeno de descompresión debe limitarse a 1/5 de la disminución de la fracción de gas de helio.
Esta regla se ha planteado para evitar el éxito de ICE en cientos de inmersiones profundas con trimix.

### Detector ultrasónico de burbujas Doppler
Doppler es un equipo de detección de burbuja que utiliza señales ultrasónicas reflejadas desde las superficies de burbujas para identificar y cuantificar las burbujas de gas presentes en la sangre venosa. Este método fue utilizado por el Dr. Merrill Spencer, del Instituto de Fisiología Aplicada y Medicina en Seattle que publicó un informe en 1976 que recomendaba que los límites de no descompresión vigentes en ese momento se reducirán sobre la base de que se detectaron grandes cargos de burbujas de gas en la vena de muchas expuesto a los límites de no descompresión de la Marina estadounidense. Estas burbujas no sintomáticas se han conocido como "burbujas silenciosas", y se cree que son burbujas de nitrógeno liberadas durante el ascenso.

#### Detección de burbujas Doppler en la investigación de descompresión
La detección Doppler de burbujas venosas se ha convertido en una herramienta importante en la investigación de descompresión, en parte debido a que permite un punto final no sintomática para el trabajo experimental, y en parte porque el equipo ha llegado a ser relativamente asequible para los estudios de campo en los buceadores que realizan inmersiones recreativas, técnicos y profesionales ordinarias. Equipo modificado se ha utilizado para la detección de burbujas durante las inmersiones en aguas abiertas.
Burbujas extravasculares
Las burbujas extravasculares o autóctonas generalmente se forman en los tejidos lentos, como las articulaciones, tendones y vainas musculares. La expansión directa provoca daños en los tejidos, con la liberación de histaminas y su asociada afecta. El daño bioquímico puede ser tan importante como, o más importantes que los efectos mecánicos.

#### Problemas debido a las burbujas de descompresión vasculares
Las burbujas pueden quedar atrapados en los capilares pulmonares bloqueándolos temporalmente. Es grave ya que el síntoma llamado "ahogamiento" se puede producir.
Si el buceador tiene un foramen oval permeable (o una derivación en la circulación pulmonar), las burbujas pueden pasar a través de él y evitar la circulación pulmonar para entrar en la sangre arterial. Si estas burbujas no se absorben en el plasma arterial y se alojan en capilares sistémicos van a bloquear el flujo de sangre oxigenada a los tejidos suministrados por los capilares, y los tejidos que falten de este. Luna y Kisslo (1988) llegaron a la conclusión de que "el riesgo neurológico del DCI o inicios del DCI se incrementa en los buceadores con una derivación de descanso de derecha a izquierda a través de un FOP. En la actualidad, no hay pruebas de que PFO se relaciona con las curvas de inicio leves o finales".
Factores que influyen en la absorción y la eliminación de los gases disueltos y el riesgo de descompresión
El intercambio de gases disueltos entre la sangre y los tejidos se controlan mediante perfusión y en menor medida por difusión, en particular en los tejidos heterogéneos.
La distribución del flujo de sangre a los tejidos es variable y sujeto a una variedad de influencias. Cuando el flujo es localmente mayor al de el área, se domina por perfusión, y por difusión cuando el flujo es bajo. La distribución de flujo es controlado por la presión arterial y la resistencia vascular local, y la presión arterial depende del gasto cardiaco y la resistencia vascular total. La resistencia vascular básica está controlada por el sistema nervioso simpático, metabolitos, la temperatura, y las hormonas locales. La vasoconstricción periférica en agua fría reduce la pérdida de calor en general sin aumentar el consumo de oxígeno hasta que el cuerpo se entuma y tiemble, al cual se le elevará el consumo de oxígeno, aunque la vasoconstricción puede persistir.

#### La respiración de la composición del gas
La composición del gas de respiración durante la exposición a presión y descompresión es el factor más significativo en la absorción de gas inerte y la eliminación de un perfil de exposición de presión dada, por dos razones principales:

##### Fracción de gas y la presión parcial del gas inerte componente
La respiración de mezclas de gases para el buceo tendrán típicamente una fracción de gas diferente entre el nitrógeno al aire. La presión parcial de cada gas componente será diferente a la del nitrógeno en el aire a cualquier profundidad, la absorción y la eliminación de cada componente de gas inerte es proporcional a la presión parcial real en el tiempo. Las dos razones principales para el uso de los gases de respiración mixtos son la reducción de la presión parcial de nitrógeno por dilución con oxígeno para hacer mezclas nitrox, principalmente para reducir la tasa de absorción de nitrógeno durante la exposición a presión, y la sustitución de helio (y ocasionalmente otros gases) para el nitrógeno para reducir los efectos narcóticos bajo la exposición a alta presión parcial. Dependiendo de las proporciones de helio y nitrógeno, estos gases se llaman neliox si no hay un nitrógeno, y trimix si hay nitrógeno y helio junto con el oxígeno esencial.
Características de solubilidad
Los gases inertes usados como sustitutos de nitrógeno tienen diferentes características de solubilidad y difusión en los tejidos vivos al nitrógeno que sustituyen. Por ejemplo, el diluyente inerte sustituto de gas más común para nitrógeno es el helio, que es significativamente menos soluble en el tejido vivo, pero también se difunde más rápido debido al tamaño relativamente pequeño y la masa del átomo de He en comparación con una molécula de N2.
La temperatura del cuerpo y el ejercicio
El flujo de sangre a la piel y la grasa se ven afectados por la piel y la temperatura central, frenando la perfusión del músculo que es controlado por la temperatura del propio músculo. Durante el ejercicio aumenta el flujo de los músculos que trabajan de manera equilibrada por la reducción del flujo a otros tejidos, tales como riñones, bazos y el hígado. El flujo de sangre en los músculos es más bajo en agua fría , pero el ejercicio mantiene el calentamiento muscular y el flujo sanguíneo elevado incluso cuando la piel se enfría . El flujo de sangre a la grasa normalmente aumenta durante el ejercicio, pero esto es inhibido por la inmersión en agua fría . La adaptación al frío reduce la vasoconstricción extrema que por lo general se produce con inmersión en agua fría.
Las variaciones en la distribución de la perfusión no necesariamente afectan el intercambio respiratorio en el gas inerte, aunque algo de gas puede ser atrapado localmente por los cambios en la perfusión. El reposo en un ambiente frío reducirá el intercambio de gases inertes procedentes de la piel, la grasa y el músculo, de igual manera incrementará el intercambio de gases. El ejercicio durante la descompresión puede reducir el tiempo de descompresión y el riesgo si las burbujas no están presentes, pero puede aumentar el riesgo si hay burbujas. El intercambio de gas inerte es menos favorable para el buceador si es cálido y se ejerce en la profundidad durante la fase inhalación de gas, y frío durante la descompresión.

#### Otros factores
Otros factores que pueden afectar el riesgo de descompresión incluyen la concentración de oxígeno, los niveles de dióxido de carbono, la posición del cuerpo , vasodilatadores y constrictores, respiración bajo presión y deshidratación.

#### Factores individuales
La susceptibilidad individual a la enfermedad de descompresión tiene factores que pueden ser atribuidos a una causa específica, algunos factores parecen ser al azar . El componente aleatorio hace de las descompresiones sucesivas una prueba de susceptibilidad mínima. La obesidad y los niveles de lípidos séricos elevados han sido implicados como factores de riesgo y el riesgo parece aumentar con la edad. Otros factores como el sexo y las lesiones anteriores proporcionan un estudio más reciente ha demostrado que los sujetos de mayor edad tendían a burbujear más que los sujetos más jóvenes, por razones aún no conocidas. No se identificaron las tendencias entre el peso, la grasa corporal, o el sexo y las burbujas, y la cuestión de por qué algunas personas son más propensas a formar burbujas que otros aún no está clara.

### Descompresión saturada

Representación gráfica de la NORSOK U- 100 plan de descompresión (2009) saturación de 180 msw, a partir de las 06h00 y teniendo 7 días y 15 horas con una presión parcial de oxígeno mantiene entre 0,4 y 0,5 bar.

La saturación de descompresión es un proceso fisiológico en la transición de un estado estacionario saturado con gas inertes a presión elevada, también puede ocurrir en condiciones estándar y a presión atmosférica normal de la superficie. Es un proceso largo durante el cual los gases inertes se eliminan a una velocidad muy baja limitada por los tejidos afectados más lentos, una desviación puede causar la formación de burbujas de gas que puede producir una enfermedad por descompresión. La mayoría de los procedimientos operativos se basan en parámetros derivados experimentalmente que describen una velocidad de descompresión lenta y continua, pueden depender de la profundidad y la mezcla del gas.
En el buceo, todos los tejidos se consideran saturados y la descompresión es segura para los tejidos más lentos y teóricamente debe ser seguro para todos los tejidos rápidos en un modelo paralelo.[cita requerida] El ascenso directo de la saturación de aire, aproximadamente a las 7 "RSU" produce burbujas de aire venosas o DCS no sintomáticos. A exposiciones más profundas de saturación, se requieren descompresiones mas constantes.
La tasa de seguridad de la descompresión de una inmersión de saturación es controlada por la presión parcial de oxígeno en el gas de la respiración total. La insaturación es inherente debido a la ventana de oxígeno que permite una fase inicial relativamente rápida en la descompresión en proporción a la presión parcial de oxígeno, posteriormente controla la velocidad de descompresión más limitada por el tiempo medio de eliminación de gas inerte desde el compartimiento más pequeño. Sin embargo, algunos programas de saturación de descompresión no permiten una descompresión al iniciar un acenso. Los procedimientos de descompresión actualmente en uso (2016) se han diseñado para evitar problemas de descompresión de forma aislada pero no parece ser significativamente mayor el riesgo cuando las excursiones son seguidas por la descompresión antes que las burbujas no sintomáticos resultantes del acenso. A partir de la descompresión, las burbujas están presentes y es lo que parece ser el factor importante en muchos casos de la enfermedad de descompresión.
La aplicación de la teoría de las burbujas en 1985 permitió el desarrollo modelado con éxito de descompresiones convencionales, la descompresión de altitud, umbrales sin escala, y las inmersiones de saturación usando un ajuste de cuatro parámetros globales de nucleación.
La investigación continúa en el modelado de descompresión de saturación y pruebas en tiempo. En 2015 un concepto llamado ventana de oxígeno extendido se utilizó en las pruebas preliminares para un modelo de descompresión de saturación modificado. Este modelo permite un ritmo más rápido de la descompresión en el inicio de la subida al utilizar la insaturación inherente debido al uso metabólico de oxígeno, seguido de una velocidad constante limitada por presión parcial del oxígeno del gas respirado. El período de la tasa de descompresión constante también está limitado por una fracción de oxígeno máximo permisible, y cuando se alcanza este límite, la velocidad de descompresión se ralentiza de nuevo ya que la presión parcial de oxígeno se reduce. El procedimiento sigue siendo experimental (mayo de 2016). El objetivo es una reducción aceptable y de manera segura el tiempo total de descompresión para una profundidad determinada a partir de la mezcla de gases.

## Conceptos y modelo de descompresión

### Rango de aplicaciones
El perfil ideal de descompresión crea el mayor gradiente posible para la eliminación de gases inertes en un tejido sin causar que se formen burbujas, los modelos de descompresión de fase disuelta se basan en la suposición de que la formación de burbujas puede ser evitada. Sin embargo, no está claro si esto es posible en la práctica: algunos de los modelos de descompresión asumen que siempre existen micronúcleos de burbujas estables. Los modelos de burbujas suponen una hipótesis en donde no habrán burbujas, pero no existe un volumen de fase de gas totalmente tolerable, en el que se pueda limitar la pendiente máxima. La descompresión debería predecir con precisión el riesgo sobre la gama completa de la exposición de inmersiones cortas dentro de los límites y las inmersiones de rebote en toda la gama de aplicabilidad práctica, incluyendo inmersiones de exposición extrema e inmersiones sucesivas, gases respiratorios alternativos, cambios de gas y PO2 constante, variaciones en el perfil de buceo, inmersiones y saturación. Esto no es generalmente el caso, y la mayoría de los modelos se limitan a una parte de la gama posible en un rango específico de profundidades y horas. También se limitan a un rango específico de los gases de respiración y a veces limitan al aire.
Un problema fundamental en el diseño de las tablas de descompresión es que las reglas simplificadas que rigen una sola inmersión y ascenso no se aplican cuando ya existen algunas burbujas de tejido, ya que estos retrasan la eliminación de gases inertes y la descompresión equivalente puede resultar en la dicho enfermedad de descompresión. El buceo constante o múltiples ascensos dentro de una sola inmersión, junto con los procedimientos de descompresión de superficie son factores de riesgo significativos para DCS. Estos se han atribuido al desarrollo de un volumen de fase relativamente alta de gas que puede ser llevado en parte a las inmersiones posteriores o el ascenso final de una función matemática conocida como "diente de sierra". Los modelos de descompresión han cambiado con la disponibilidad del ultrasonido Doppler y detectores de burbujas, y es que ya no es sólo para limitar la aparición sintomática de la enfermedad por descompresión, sino también para limitar las burbujas de gas venoso post-buceo asintomático. Una serie de modificaciones a los modelos empíricos de la fase disuelta, han sido realizado desde la identificación de burbujas venosas mediante la medición Doppler de muchos casos asintomáticos poco después de emerger.
Compartimentos de tejido
Un intento de solución ha sido el desarrollo de modelos múltiples de tejido, los cuales suponen que las diferentes partes del cuerpo absorben y eliminan los gases a diferentes velocidades. Estos son los tejidos hipotéticos que se designan como rápidos y lentos para describir la tasa de saturación. Cada tejido o compartimento tiene un tiempo de vida diferente, los tejidos reales también tomarán tiempo para saturar, pero los modelos no necesitan utilizar los valores reales en los tejidos para producir un resultado útil. Los modelos de uno a 16 compartimentos de tejido se han utilizado para generar tablas de descompresión, instructores de buceo han utilizado hasta 20 compartimentos.
Por ejemplo: Los tejidos con un alto contenido en lípidos pueden tardar hasta una mayor cantidad de nitrógeno, pero a menudo tienen un suministro pobre de sangre. Este suministro necesitará más tiempo para alcanzar el equilibrio, y se ha descrito como lento en comparación con los tejidos con un buen suministro de gas, el cual se describe como más rápido.
Los tejidos rápidos absorben el gas relativamente rápido, por lo general permite que se abra rápidamente durante el ascenso. Un tejido rápido se puede saturar en el curso de una inmersión normal, mientras que un tejido lento puede haber absorbido sólo una pequeña parte de su capacidad potencial de gas. Mediante el cálculo de los niveles en cada compartimento por separado, los investigadores son capaces de construir algoritmos más eficaces. Además, cada compartimiento puede ser capaz de tolerar mayor o menor sobresaturación que otros. La forma final es un modelo complicado, que permite la construcción de algoritmos y tablas adecuadas para una amplia variedad de buceo. Un equipo típico de buceo tiene un modelo de tejido 8-12, con tiempos de medio que varía de 5 minutos a 400 minutos. Las tablas Bühlmann utilizan un algoritmo con 16 tejidos, con una media que varía de 4 minutos a 640 minutos. Los tejidos pueden ser asumidos en serie, donde el gas disuelto debe difundirse a través de un tejido para alcanzar el siguiente, que tiene diferentes propiedades de solubilidad en paralelo, donde se considera que la difusión dentro y fuera de cada tejido para ser independiente de los otros, y como trabaja con combinaciones en serie y tejidos paralelos, se vuelve compleja computacionalmente.

### ModeloIngassing
El modelo Ingassing es generalmente modelado como una sencilla ecuación exponencial inversa, donde se asume la saturación después de aproximadamente seis medios tiempos.

### Modelos de desgasificación
Para la descompresión optimizada, la fuerza de impulso para la desaturación del tejido debe mantenerse al máximo, siempre que esto no cause lesión en el tejido, ya que mostrará formación de burbujas, crecimiento (enfermedad de descompresión sintomática), o producirá una condición en la que la difusión se retardará por cualquier razón. Un método se basa en la suposición de que hay un nivel de sobresaturación que no produce la formación de burbujas sintomáticas y plantea observaciones empíricas de la tasa de descompresión máxima que no da lugar a registros de los síntomas. Este enfoque busca maximizar el gradiente de concentración siempre que no existan síntomas, y comúnmente se utiliza un modelo de medio tiempo exponencial ligeramente modificado. Otro método asume que las burbujas se forman en cualquier nivel de sobresaturación donde la tensión total de gas en el tejido es mayor que la presión ambiente y que el gas en burbujas se elimina más lento que el gas disuelto. Este análisis da como resultado diferentes características de los perfiles de descompresión derivados para los dos modelos: El enfoque de sobresaturación crítico da un ascenso relativamente rápido, los cuales maximizan el gradiente de concentración, paradas largas y poco profundas, mientras que los modelos de burbujas requieren ascensos más lentos, con primeras paradas más profundas. Este enfoque utiliza una variedad de modelos.

#### El enfoque crítico en la sobresaturación

##### Modelo relacional crítico
John Scott Haldane originalmente utilizó una relación de presión de 2 a 1 para la descompresión en el principio de la saturación del cuerpo no debe permitir en ningún momento que exceda el doble de la presión de aire. Este principio se aplica como una relación de presión de ambiente total y no tuvo en cuenta las presiones parciales de los gases que componen el aire para respirar. Su trabajo experimental en observaciones de los buceadores humanos apareció para apoyar esta suposición. Sin embargo con el tiempo, se comprobó que era incompatible con la incidencia de la enfermedad por descompresión y se introducen cambios a los supuestos iniciales. Esto fue cambiado más adelante a un 1.58: 1, relación de las presiones parciales del nitrógeno.

##### Modelo diferencial críticos
Investigaciones posteriores de trabajador como Robert, sugirieron que el criterio no era la relación de presiones, sino las diferencias de presiones reales. Aplicada al trabajo de Haldane, sugeriría que el límite no está determinado por el 1.58: 1, sino por la diferencia de 0,58 atmósferas de presión entre el tejido y la presión ambiente. La mayoría de las tablas actuales, incluyendo las tablas Bühlmann, se basan en el modelo de diferencia crítica.

##### Valores-M
A una presión ambiental dada, el valor-M es el valor máximo de la presión absoluta del gas inerte que forma un compartimento tisular, el cual puede tomar sin presentar síntomas de la enfermedad de descompresión. Los valores "M" son también límites para el gradiente de presión entre gases inertes y presión ambiente en cada compartimento. La terminología alternativa para los valores M incluyen los "límites de sobresaturación", "límites de sobrepresión tolerada", y "tensiones críticas".

##### Factores del gradiente
Los factores de gradientes son una forma de modificar el valor "M" a un valor conservador para su uso en un algoritmo de descompresión. El factor del gradiente es un porcentaje del valor "M" seleccionado por el diseñador de algoritmo, y varía linealmente entre la profundidad máxima y la superficie. Se expresan como una designación de dos números, donde el primer número es el porcentaje de la valor "M" de profundidad, y el segundo es un porcentaje del valor "M" poco profundo. El gradiente de los factores producen un valor M que es linealmente variable en proporción a la presión ambiental.

#### Aproximación del volumen crítico
El criterio de volumen crítico asume que siempre que el volumen total de la fase de gas acumulado en los tejidos supera un valor crítico, aparecerán signos o síntomas de DCS. Esta hipótesis está apoyada por las encuestas de detección de burbujas Doppler. Las consecuencias de este enfoque dependen en gran medida del modelo de formación de burbujas y del crecimiento utilizado, principalmente si la formación de burbujas son prácticamente evitables durante la descompresión.
Este enfoque se utiliza en modelos de descompresión que durante perfiles prácticos de crecimiento de núcleos de burbujas microscópicas estables que siempre existen medios acuosos, incluidos los tejidos vivos.
Una descompresión eficiente reducirá al mínimo el tiempo total de ascenso ante el tiempo que limita la acumulación total de burbujas a un valor crítico no sintomático y aceptable. La física y la fisiología del crecimiento de la burbuja, así como la eliminación indican que es más eficiente para eliminar las burbujas cuando son muy pequeñas. Los modelos que incluyen la fase de burbujas han producido perfiles de descompresión con ascensos lentos y paradas de descompresión más profundas como una forma de acortar el crecimiento de la burbuja y facilitar la eliminación temprana, en comparación con los modelos que sólo tienen en cuenta disolución en fase gaseosa.

#### Enfoque sin sobresaturación
De acuerdo con el modelo termodinámico de Hugh LeMessurier y Brian Andrew Hills, es una condición con fuerza de conducción óptima para la desgasificación y se satisface cuando la presión ambiente es suficiente para evitar la separación de fases (formación de burbujas).
La diferencia fundamental de este enfoque es equiparar la presión ambiental absoluta con el total de las tensiones parciales del gas en el tejido para cada gas después de la descompresión como el punto límite más allá del cual se espera la formación de burbujas.
El modelo asume que la insaturación natural en los tejidos debido a la reducción metabólica de la presión parcial de oxígeno proporciona un amortiguador frente a la formación de burbujas, y que el tejido que se forma de manera segura puede ser descomprimido a condición de que la reducción de la presión ambiental no exceda este valor de insaturación. Es evidente que cualquier método que aumenta la insaturación permitiría una descompresión más rápido así como el gradiente de concentración sería mayor sin riesgo de formación de burbujas.
La insaturación natural aumenta con la profundidad, por lo que un diferencial de presión ambiental mayor es factible a mayor profundidad, además disminuye a medida que el buzo asciende a la superficie. Este modelo conduce a tasas más lentas de ascenso y paradas primarias más profundas, pero se detienen en tramos más cortos, ya que hay menos gas en la fase de burbujas para ser eliminado.

### Gas inerte residual
Se ha demostrado experimentalmente que la formación de burbujas de gas funciona para inhibir significativamente la eliminación de gas inerte.
Una cantidad considerable de gas inerte se mantendrá en los tejidos después de que un buceador haya salido a la superficie, incluso si no se producen síntomas de la enfermedad de descompresión. Este gas residual se puede disolver en forma de burbuja sub-clínica, y continuará desgasificando mientras que el buceador permanezca en la superficie. Si se hace una inmersión sucesiva los tejidos estarán precargados con este gas residual que les hará más saturar más rápido.
En el buceo repetitivo, los tejidos más lentos pueden acumular gas por días, si es que no hay tiempo suficiente para que el gas se elimine entre inmersiones. Esto puede ser un problema para las situaciones múltiples de buceo en varios días. Múltiples descompresiones por día durante varios días puede aumentar el riesgo de la enfermedad de descompresión debido a la acumulación de burbujas asintomáticos, que reducen la tasa de liberación de gases y no se tienen en cuenta en la mayoría de los algoritmos de descompresión. En consecuencia, algunas organizaciones de entrenamiento de buceo hacen recomendaciones adicionales, tales como tomar "el séptimo día libre".

## Modelos de descompresión en la práctica

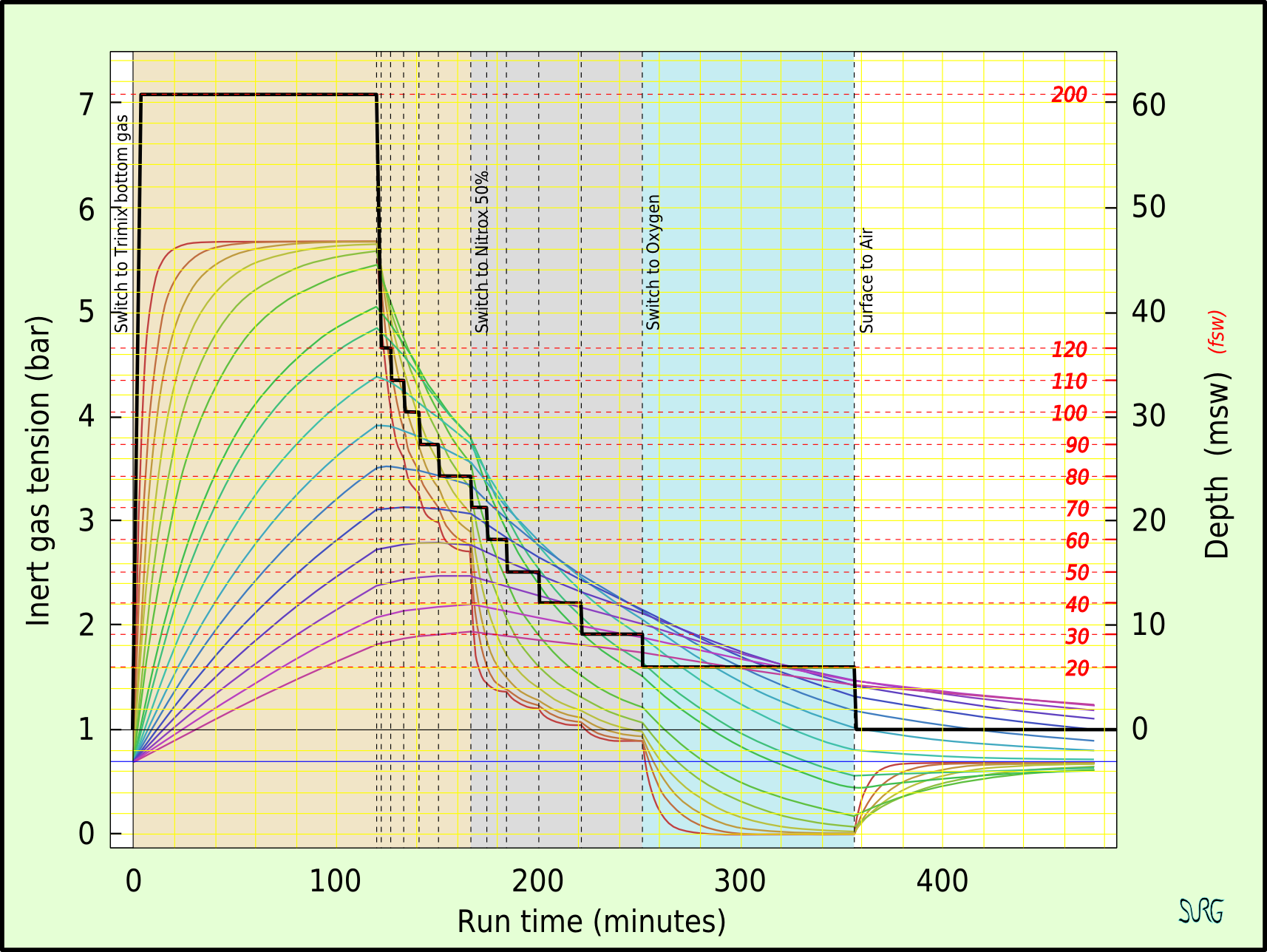
Tensión de gas inerte en los compartimientos de tejido durante una inmersión de descompresión con el cambio de gases para acelerar la descompresión, como se predijo por el algoritmo de descompresión.

### Modelos deterministas
Los modelos de descompresión deterministas son un enfoque basado en la regla del cálculo de la descompresión. Estos modelos trabajan a partir de la idea de que una "excesiva" sobresaturación en diversos tejidos es "inseguro" ( lo que resulta en la enfermedad de descompresión). Los modelos por lo general contienen varias reglas dependientes de la profundidad y del tejido basado en modelos matemáticos de compartimentos de tejidos idealizados. No hay manera matemática de evaluar las reglas o riesgos generales que sean distintos en comparación con los resultados de pruebas empíricas. Los modelos se comparan con los resultados experimentales y los informes del campo, y las reglas son revisadas por el juicio cualitativo y ajuste de curvas para que el modelo revisado más de cerca pueda prever la realidad, luego se hacen más observaciones para evaluar la fiabilidad del modelo en extrapolaciones o en rangos no probados previamente. La utilidad del modelo se juzga por su precisión y fiabilidad en la predicción de la aparición de la enfermedad de descompresión sintomática y asintomática, así como la aparición de burbujas venosas durante el ascenso.
Se puede suponer que ocurre en realidad tanto el transporte de perfusión por la circulación sanguínea como el transporte de difusión en los tejidos donde hay poco flujo de sangre. El problema con los intentos de modelar simultáneamente la perfusión y la difusión es que hay un gran número de variables debido a las interacciones entre todos los compartimentos del tejido y el problema se vuelve intratable. Una manera de simplificar el modelado de la transferencia de gas dentro y fuera de los tejidos es hacer suposiciones sobre el mecanismo de limitación de transporte de gas disuelto a los tejidos que controlan la descompresión. Suponiendo que la perfusión o difusión tienen una influencia dominante, y el otro pueden no tomarse en cuenta, y puede reducir en gran medida el número de variables.

### Tejidos de perfusión limitada y modelos de tejidos paralelos
La suposición de que la perfusión es el mecanismo de limitación, conduce a un modelo que comprende un grupo de tejidos con distintas tasas de perfusión, pero suministrado por la sangre de la concentración de gas aproximadamente equivalente. También se supone que no hay transferencia de gas entre los compartimientos de tejidos por difusión. Esto se traduce en un conjunto paralelo de tejidos independientes, cada uno con su propia tasa de gasificacón y desgasificación, dependen de la velocidad de la sangre que fluye a través del tejido. La absorción de gas para cada tejido generalmente se modela como una función exponencial, con un compartimento fijo de medio tiempo, y la eliminación de gas también puede ser modelado por una función exponencial, o como una función más compleja como en el modelo de eliminación exponencial lineal.

### Hipótesis de relación crítica
Esta hipótesis predice que el desarrollo de burbujas se producirá en un tejido cuando la relación de la presión parcial del gas disuelto a presión ambiente excede una relación particular para un tejido dado. La relación puede ser la misma para todos los compartimentos del tejido o pueden variar, cada compartimento está asignado a una relación de sobresaturación crítica específica, basado en observaciones experimentales.
John Scott Haldane introdujo el concepto de medio tiempo para modelar la absorción y liberación de nitrógeno en la sangre. Sugirió 5 compartimentos de tejido de tiempos con media de 5, 10, 20, 40 y 75 minutos. En esta hipótesis temprana se predijo que si la velocidad de ascenso no permite que la presión parcial del gas inerte en cada uno de los tejidos hipotéticos para superar la presión del medio ambiente por más de 2 : 1k, las burbujas no se formarán. Básicamente esto significaba que se podía ascender de 30 m (4 bar) a 10 m (2 bar), o de 10 m (2 bar) a la superficie (1 bar) cuando se saturara y sin problemas de descompresión. Para garantizar esto varias paradas de descompresión se incorporaron a las listas de ascenso. La velocidad de ascenso y el tejido más rápido en el modelo determinará el tiempo y la profundidad de la primera parada. A partir de entonces los tejidos más lentos determinar cuándo es seguro ascender.

### Hipótesis de diferencia crítica
En la década de 1960 Robert D., trabajador de la unidad del salto de EE.UU. Navy Experimental (NEDU) emprendió una revisión de la base del modelo y la investigación posterior realizada por la Armada de los Estados Unidos. Se observaron las tablas basadas en el trabajo de Haldane y refinamientos posteriores a seguir siendo inadecuados para las inmersiones más largas y profundas. El trabajador revisó el modelo de Haldane para permitir que cada compartimento tisular tolerara una cantidad diferente de sobresaturación que varía con la profundidad. Se introdujo el término "valor-M" para indicar la cantidad máxima de sobresaturación a cada compartimiento que podía tolerar a una determinada profundidad y ha añadido tres compartimentos adicionales con 160, 200 y 240 minutos veces y media. El trabajador presentó sus resultados como una ecuación que podría ser utilizado para calcular los resultados para cualquier profundidad y declaró que una proyección lineal de M-valores sería útil para la programación de ordenadores.
Una gran parte de la investigación de Albert A. Bühlmann fue determinar los compartimientos más largos de tiempo para la mitad del nitrógeno y helio, y la puso en el número de compartimentos a 16. Se investigó las implicaciones de descompresión después de realizar inmersiones en altitud y publicó las tablas de descompresión que podrían utilizarse en un rango de altitudes. Bühlmann utiliza un método de cálculo de descompresión similar a la propuesta por el trabajador, que incluía M-valores que expresan una relación lineal entre las presiones máximas del gas inerte en los compartimentos de tejido y a presión ambiente, pero sobre la base de la presión absoluta, lo que les hizo más fácil la adaptación para la altitud en el buceo.

### Modelo termodinámico
El Lic. Colinas y D. H. LeMessurier estudiaron las prácticas empíricas de descompresión junto con Okinawan, buscadores de perlas en el estrecho de Torres, y observaron que hicieron paradas más profundas, pero reducen el tiempo total de descompresión en comparación con las tablas utilizadas en la época. Su análisis sugiere fuertemente que la presencia de burbujas de gas limita las tasas de eliminación, e hizo hincapié en la importancia de la insaturación inherente de los tejidos debido al procesamiento metabólico de oxígeno.
Paradas profundas
Los buceadores crearon técnicas recreativas y desarrollaron procedimientos de descompresión en paradas más profundas de lo requerido que en las tablas de descompresión en uso. Esto llevó a los modelos de burbujas RGBM y VPM. Una parada profunda era originalmente una parada extra introducida por los buzos durante el ascenso, a una profundidad mayor que la parada más profunda que exige en su algoritmo informático. También existen algoritmos informáticos que se declararon en la utilización de las paradas profundas, pero estos algoritmos y las práctica de las paradas profundas no han sido adecuadamente validados.
Una "parada Pyle" es una parada profunda lleva el nombre de Richard Pyle, quien fue uno de los primeros defensores de las paradas profundas, en las profundidades a mitad de camino entre la parte inferior y la primera parada de descompresión convencional, y a mitad de camino entre la estación anterior Pyle, plantea que se necesita ser la parada más profunda convencional siempre y cuando el tope convencional es más de 9 millones negativos de profundidad. Una parada de Pyle es de 2 minutos de duración, el tiempo de ascenso adicional requerida para Pyle está incluido en el perfil de la inmersión justo antes de finalizar el programa de descompresión.
Por ejemplo, un buzo asciende desde una profundidad máxima de 60 metros (200 pies), en los que la presión ambiente es 7, a una parada de descompresión a 20 metros (66 pies). La primera parada de Pyle se llevaría a cabo a la presión de la mitad del camino, que corresponde a una profundidad de 40 metros (130 pies). La segunda parada Pyle sería a los 30 metros (98 pies). Una tercera sería a los 25 metros (82 pies) que es menos de 9 metros (30 pies) por debajo de la primera parada requerida, y por lo tanto se omite.
El valor y la seguridad de las paradas profundas adicionales al plan de descompresión derivado de un algoritmo de descompresión no está claro. Expertos de descompresión han señalado que las paradas profundas son susceptibles de ser cometidas en las profundidades donde la desgasificacón continúa durante algunos tejidos lentos, y que la adición de paradas profundas de cualquier tipo debe ser incluida en la exposición hiperbárica para la cual se calcula el plan de descompresión no añadido después, de modo que tal gasificación de los tejidos más lento se puede tomar en cuenta.
Las paradas profundas realizadas durante una inmersión en la descompresión se calcula en tiempo real y son simplemente parte de una inmersión multinivel en la computadora, no añaden ningún riesgo más allá del que es inherente al algoritmo.

### Tejidos de difusión limitados, "losa de tejidos", y modelos de la serie

Derivación del modelo de losa de tejido de una sola dimensión en un tejido uniforme perfundido por los capilares paralelos.

La suposición de que la difusión es el mecanismo de limitación de transporte de gas disuelto en los tejidos da como resultado un modelo de compartimento de tejido más bien diferente. En este caso una serie de compartimentos ha postulado con el transporte de perfusión en un compartimento, y la difusión entre los compartimentos que por simplicidad se disponen en serie de manera que para el compartimento generalizado la difusión es ya solamente de los dos compartimientos adyacentes en lados opuestos, y los casos límite son el primer compartimento donde se suministra y se retiran a través de perfusiones del gas y al final de la línea, cuando sólo hay un compartimiento vecino. El modelo de serie más simple es un solo compartimiento, y esto se puede reducir adicionalmente a un modelo unidimensional nominado como la "losa de tejido".

### Modelos de burbujas
El modelo de la burbuja en descompresión es un enfoque basado en reglas para el cálculo de descompresión que a su vez se basa en la idea de que siempre existen núcleos de burbujas microscópicas en el agua y los tejidos que contienen agua y que mediante la predicción y el control del crecimiento de la burbuja, se puede evitar la enfermedad por descompresión. La mayoría de los modelos de burbujas suponen que se formarán burbujas durante la descompresión, y que la eliminación del gas de fase mixta que se produce es más lenta que la eliminación fase disuelta. Los modelos de burbujas tienden a tener primeras paradas más profundas para deshacerse de una mayor cantidad de gas disuelto a una sobresaturación más baja para reducir el volumen total de la fase de burbuja, y potencialmente reducir el tiempo necesario a menor profundidad para eliminar las burbujas.
Los modelos de descompresión que asumen eliminación de gases en fase mixta incluyen:
- El modelo de descompresión de burbujas arterial de las Tablas del francés du Ministère du Travail 1992.[72]
- El U.S.Navy (Thalmann) un algoritmo exponencial lineal utilizado para las tablas de descompresión de aire de la Marina de Estados Unidos 2008 (entre otros).[95]
- Modelo de perfusión / difusión combinada de Hennessy de las mesas BSAC '88.
- La permeabilidad, Modelo Variable (VPM) desarrollado por D.E. Yount y otros en la Universidad de Hawái.[71]
- El Reduced Gradient Bubble Model (RGBM) desarrollado por Bruce Wienke en el Laboratorio Nacional de Los Álamos.[101]
- Modelos probabilísticos.

### Modelo Goldman Interconectado del compartimiento

3 modelos de compartimentos interconectados, tal como se utiliza en los modelos de Goldman.

En contraste con los compartimentos paralelos independientes de los modelos Haldanean, en el que todos los compartimentos son considerados un riesgo, el modelo de Goldman postula un compartimento con buena perfusión "de asumir riesgos" a "activo" o en serie con una adyacente "reserva" mal perfundido o "buffer" de compartimentos, que no se consideran como sitios posibles para la formación de burbujas, sino que afectan a la probabilidad de la formación de burbujas en el compartimiento activo del intercambio del gas inerte difusivo con el compartimento activo.
Durante la compresión, el gas se difunde en el compartimento activo y a través de él en los compartimentos de amortiguación, el aumento de la cantidad total de gas disuelto que pasa a través del compartimento activo. Durante la descompresión, este gas debe pasar a través del compartimiento activo de nuevo antes de que pueda ser eliminado. Si la carga de gas de los compartimentos de amortiguamiento es pequeña, la difusión de gases añadidos a través de compartimientos activos son lentos.
Los modelos interconectados predicen una reducción en la tasa de lavado de gas durante la descompresión en comparación con la tasa prevista para el modelo de compartimentos independientes en paralelo utilizados para la comparación.
El modelo de Goldman difiere del modelo de la serie de descompresión Kidd - Stubbs en el que el modelo de Goldman asume una cinética lineal, mientras el modelo KS incluye un componente de segundo grado, y el modelo de Goldman considera sólo el compartimiento central bien perfundido para contribuir de manera explícita el riesgo, el KS modelo asume todos los compartimentos para llevar riesgo potencial. Los DCIEM 1983 están asociados con el modelo de riesgo de los dos compartimentos exteriores de una serie de cuatro compartimentos.

### Validación de modelos
Es importante que cualquier teoría pueda ser validada por los procedimientos de prueba cuidadosamente controladas. Como procedimientos y equipos de pruebas que se vuelven más sofisticados, los investigadores aprenden más sobre los efectos de la descompresión en el cuerpo. La investigación inicial se centró en la producción de inmersiones que estaban libres de síntomas reconocibles de la enfermedad de descompresión (DCS). Con el uso posterior de las pruebas de ultrasonido Doppler, se dio cuenta de que se estaban formando burbujas dentro del cuerpo, incluso en inmersiones en donde no se hallaron signos o síntomas de la DCI. Este fenómeno se conoce como "burbujas silenciosas". Las tablas de la Marina de Estados Unidos 1956 se basaron en los límites determinados por los signos y síntomas de DCS externos. Investigadores posteriores fueron capaces de mejorar en este trabajo mediante el ajuste de las limitaciones basadas en las pruebas de Doppler. Sin embargo, las tablas de la marina de RCC basado en el algoritmo de Thalmann también utilizaron los síntomas de DCS solamente reconocibles como los criterios de prueba.

### Investigación actual
La investigación sobre la descompresión continúa. Los datos no están generalmente disponibles en los detalles, sin embargo Divers Alert Network (DAN) tiene un programa en curso de ciencia ciudadana basada y dirigida por DAN (Europa), que recoge los datos de voluntarios buceadores deportivos para su análisis por el personal de investigación de DAN y otros investigadores. Esta investigación está financiada por las cuotas de suscripción de los miembros de DAN Europe. Los donantes de datos se pueden obtener en retroalimentación inmediata en forma de un simple análisis de riesgo de sus perfiles de inmersión, calificado como uno de los tres niveles nominales de riesgo (alto, medio y bajo) sobre la base de la comparación con ZH16c M-valores Bühlmann calculados para el mismo perfil.
Proyectos enumerados (no todos directamente relacionados con la descompresión) incluyen:
- La recopilación de datos sobre las burbujas de gas vasculares y análisis de los datos.
- Identificación de perfil de ascenso optimizado.
- La investigación de las causas de los accidentes de buceo inexplicables.
- El estrés en el buceo recreativo.
- Correlación entre el foramen oval permeable (FOP) y el riesgo de enfermedad por descompresión.
- El buceo con el asma y la diabetes y la gestión del riesgo asociado.
- Fisiología y fisiopatología de la apnea.
- La hipotermia y el buceo.
- Dolor de cabeza y el buceo.
- Cambios en la sangre asociados con el buceo.
- El riesgo de descompresión de los viajes aéreos después de bucear.
- Efectos fisiológicos del buceo reciclador.
- Efectos del estrés de descompresión sobre las células madre endoteliales y células de la sangre.
- Biomarcadores de estrés de descompresión temprana.
- Los efectos del oxígeno en la sangre y normobaric en primeros auxilios DCI.

### La enseñanza de la teoría y las tablas de descompresión
La descompresión es un área donde se descubre que, cuanto más aprendes, más sabes que realmente no sabes lo que está pasando. Por detrás de la exactitud "blanco y negro" de entradas de la tabla, segundo a segundo la cuenta atrás de los ordenadores de buceo, y por debajo de la pureza matemática de los modelos de descompresión, se esconde una selva fisiológica oscura y misteriosa que apenas ha sido explorada. (Karl E. Huggins, 1992).
Se necesita la exposición de teorías diferentes, modelos, tablas y algoritmos para permitir al buceador tomar decisiones informadas con respecto a sus necesidades personales de descompresión. La teoría de la descompresión básica y el uso de tablas de descompresión es parte del componente de la teoría de la formación de buzos comerciales y la planificación de la inmersión base en las tablas de descompresión, la gestión de la práctica y el campo de descompresión es una parte importante de la labor del supervisor del buzo.
Los buceadores deportivos están capacitados en la teoría y la práctica de la descompresión a medida que el organismo obtenga una certificación especifica en la norma del entrenamiento. Esto puede variar desde una visión rudimentaria suficiente para permitir el buceo, como para evitar la obligación de descompresión para los buceadores al nivel de entrada, y a la competencia en el uso de varios algoritmos de descompresión a través de los ordenadores de buceo personales, software de descompresión, y mesas para los buceadores técnicos avanzados.

### En inglés
- Ball, R; Himm, J; Homer, LD; Thalmann, ED (1995). «Does the time course of bubble evolution explain decompression sickness risk?». Undersea and Hyperbaric Medicine 22 (3): 263-280. ISSN 1066-2936. PMID 7580767. Archivado desde el original el 11 de agosto de 2011. Consultado el 6 de junio de 2016.
- Gerth, Wayne A; Doolette, David J. (2007). «VVal-18 and VVal-18M Thalmann Algorithm – Air Decompression Tables and Procedures». Navy Experimental Diving Unit, TA 01-07, NEDU TR 07-09. Archivado desde el original el 3 de marzo de 2016. Consultado el 27 de enero de 2012.
- Gribble, M. de G. (1960); A comparison of the High-Altitude and High-Pressure syndromes of decompression sickness, Brit. J. industrial Med., 1960, 17, 181.
- Hills. B. (1966); A thermodynamic and kinetic approach to decompression sickness. Thesis
- Lippmann, John; Mitchell, Simon (2005). Deeper into Diving (2nd edición). Melbourne, Australia: J L Publications. ISBN 0-9752290-1-X. Section 2 chapters 13–24 pages 181–350
- Lippmann, John (1990). Deeper into Diving (1st edición). Melbourne, Australia: J L Publications. ISBN 0-9590306-3-8.
- Parker, E. C.; S.S. Survanshi, P.K. Weathersby, and E.D. Thalmann. (1992). «Statistically Based Decompression Tables VIII: Linear Exponential Kinetics». Naval Medical Research Institute Report. 92-73. Archivado desde el original el 18 de abril de 2012. Consultado el 16 de marzo de 2008.
- Powell, Mark (2008). Deco for Divers. Southend-on-Sea: Aquapress. ISBN 1-905492-07-3.

- Datos: Q16000452